# August Jaspert

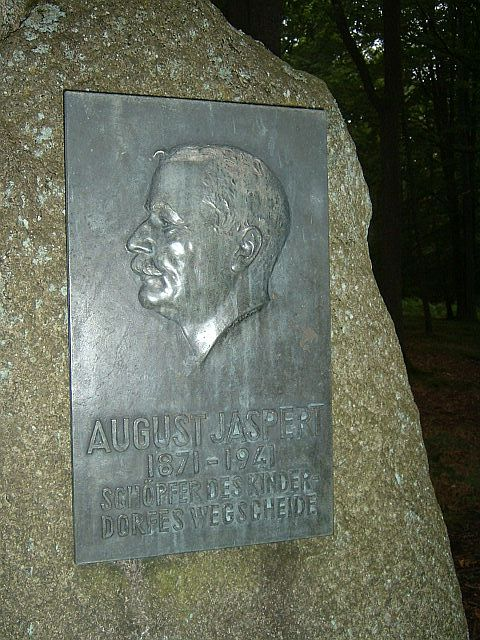
August Jaspert (Tafel im Eingangsbereich des Schullandheims Wegscheide)

August Wilhelm Jaspert (* 20. März 1871 in Hamm; † 15. Januar 1941 in Frankfurt am Main) war Lehrer und später Rektor, ehemaliger Stadtrat der Stadt Frankfurt am Main, Preußischer Landtagsabgeordneter und der Gründer des Schullandheims Wegscheide bei Bad Orb als Kinderdorf für Frankfurter Schüler.

## Leben und Werk
Jaspert war seit 1920 als Lehrer an der Westendmittelschule in Frankfurt tätig. 1908 bis 1933 war er Rektor der Kaufunger Schule, einer Mittelschule in Frankfurt-Bockenheim.
Nach dem Ersten Weltkrieg gründete sich in Frankfurt die private Fürsorgeorganisation Frankfurter Kinderhilfe, da der Krieg zahlreiche notleidende Kinder zurückgelassen hatte. Der Reformpädagoge Jaspert, ein Anhänger der Jugendbewegung und Vorsitzender des Ausschusses für Ferienwanderungen, entwickelte das Konzept eines Kinderdorfes als Erholungsstätte für die Frankfurter Kinder. In dem 1914 eingerichteten ehemaligen Truppenübungsplatz auf dem Spessartberg Wegscheide unweit der Kurstadt Bad Orb fand er das geeignete Gelände. Er trieb den Ausbau von Holzbaracken und Ställen voran und eröffnete am 20. August 1920 das Kinderdorf Wegscheide. Auf sein Betreiben hin konnten zahlreiche Frankfurter Schüler dort jeweils vier Wochen bei Sport, Natur und gesunder Ernährung verbringen. Viele Frankfurter Schulkinder habe eine Klassenfahrt auf die Wegscheide gemacht. Lange Zeit gehörte der Besuch zum Standard Frankfurter Schulen. Eines der Häuser im Kinderdorf trägt seinen Namen.
1924, 1928 und 1933 wurde Jaspert in die Stadtverordnetenversammlung gewählt. Von 1924 bis 1928 und 1933 bis 1934 war er Stadtrat.
Während der Zeit der Weimarer Republik war Jaspert Mitglied der Deutschnationalen Volkspartei (DNVP), für die er von 1926 bis 1933 im Provinziallandtag der Provinz Hessen-Nassau saß, zuletzt als Mitglied der Kampffront Schwarz-Weiß-Rot. Parallel dazu wurde er 1928 als Abgeordneter in den Preußischen Landtag gewählt, dem er bis 1932 angehörte. Im Landtag vertrat er den Wahlkreis 19 (Hessen-Nassau).
Von 1931 bis 1933 war Jaspert Vorsitzender des Verbands Deutscher Gebirgs- und Wandervereine. Ihm als persönlich gewähltem Vorsitzenden stand Friedrich Hermann Löscher als geschäftsführender Vorsitzender des Verbands zur Seite. Unter Jasperts Vorsitz wurde 1931 die stilisierte Tanne zum heute noch gültigen Emblem des Verbandes gewählt.
Jaspert verfasste mehrere pädagogische Schriften, u. a. Die Kinderstadt Wegscheide (1922).
August Jasperts Grab befindet sich auf dem Friedhof Bockenheim.

## Ehrungen und Auszeichnungen
- 1931 erhielt er die Ehrenplakette der Stadt Frankfurt am Main verliehen
- Im Eingangsbereich des Kinderdorfes Wegscheide enthüllte 1961 der Frankfurter Stadtrat Theo Gläß für ihn einen von Adolf Jäger geschaffenen Gedenkstein.
- Bis 2023 war eine Grundschule im Frankfurter Stadtteil Bonames nach im benannt. Außerdem gibt es die Jaspert-Straße im Stadtteil Preungesheim[6].

## Kritik
Der Historiker Gunter Stemmler macht seit 2019 auf die Verstrickung Jasperts in völkisches und nationalsozialistisches Gedankengut aufmerksam. Jaspert habe vertreten, dass „Pädagogik aus Mädchen Soldatenmütter machen solle und Jungen darauf vorbereiten solle, im Krieg auch für ihr Vaterland zu sterben.“ Stemmler setzt sich dafür ein, die Frankfurter August-Jaspert-Grundschule und die Jaspertstraße umzubenennen. Die betreffende Grundschule in Frankfurt-Bonames wurde 2023 in Steffi-Jones-Schule, nach der Frankfurter Frauenfußballerin, umbenannt.